# Пропан
Пропа́н — безбарвний газ, tкип = -42,07 °С. Формула: СН3СН2СН3. Міститься у природних і нафтових газах, утворюється під час крекінгу нафтопродуктів.
Як і етан, пропан у чистому вигляді в природі не трапляється, але є обов'язковою складовою супутнього газу нафтових покладів.
Застосовується для одержання пропілену, нітрометану, технічного вуглецю тощо. Використовується як автомобільне паливо, розчинник, побутовий газ (у суміші з бутаном). 

## Графічне зображення

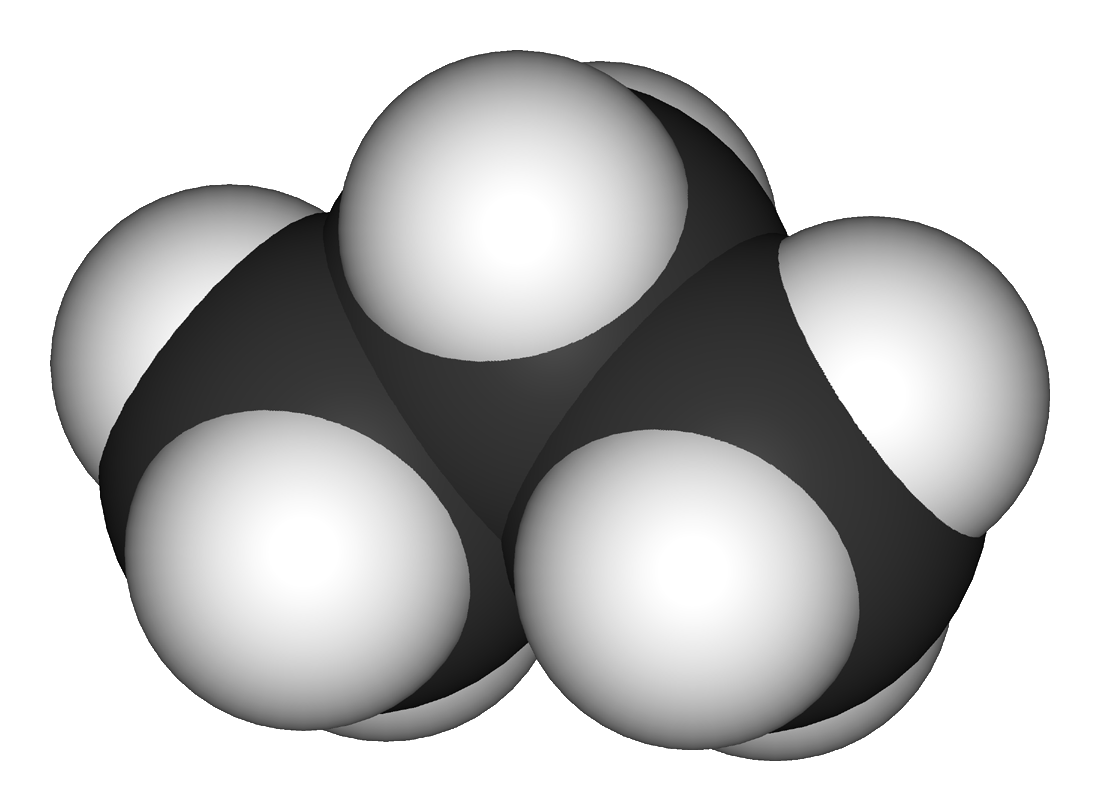

## Фізичні властивості
Маса 1 м³ пропану за нормальних умов дорівнює 1,9659 кг. Густина пропану суттєво залежить від температури.

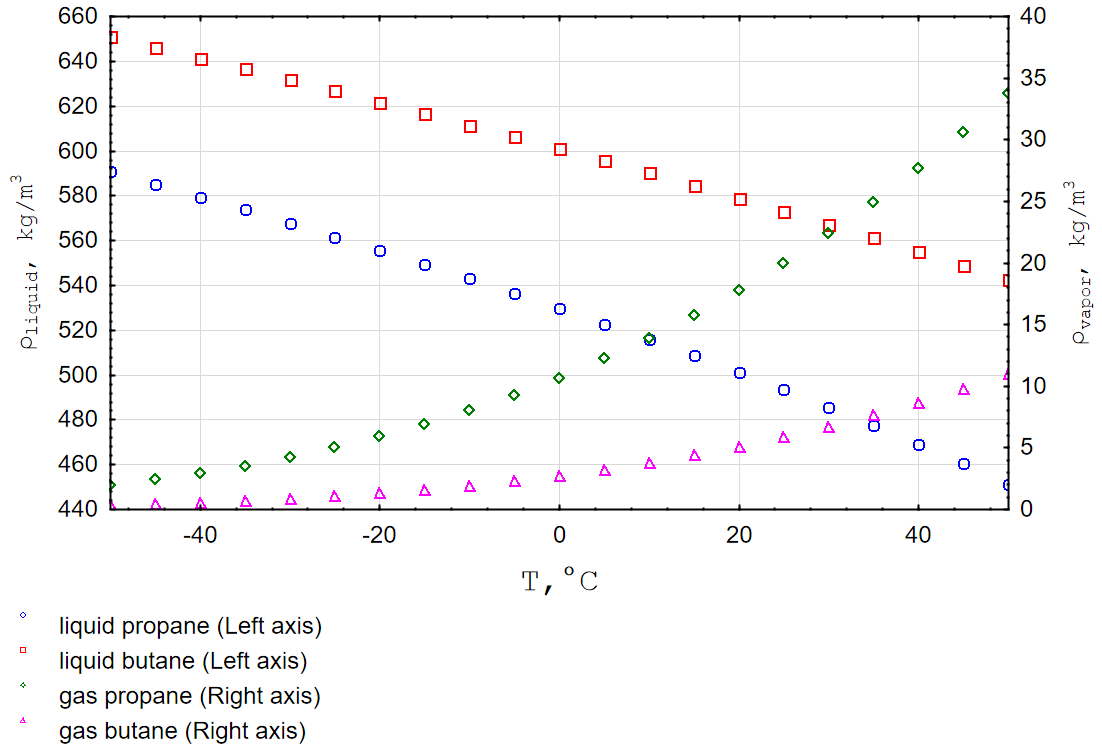
Залежність густини рідкого та газоподібного пропану від температури

Теплота згоряння пропану — від 86,5 до 93,9 МДж/м³. Температура самозаймання 466 °С. Концентраційна границя вибуховості 2,1-9,5 %.

## Хімічні властивості
1. Окиснення
Пропан вступає в реакцію горіння подібно до інших алканів. В присутності надлишку кисню пропан горить з утворенням води та діоксиду вуглецю.
{\displaystyle \mathrm {C_{3}H_{8}+5O_{2}\rightarrow 3CO_{2}+4H_{2}O} }
При недостатній кількості кисню для повного згоряння також утворюються монооксид вуглецю, сажа (вуглець) або обидві речовини:
{\displaystyle \mathrm {C_{3}H_{8}+9/2O_{2}\rightarrow 3CO_{2}+CO+4H_{2}O+Q} }
{\displaystyle \mathrm {C_{3}H_{8}+2O_{2}\rightarrow 3C+4H_{2}O+Q} }
2. Галогенування 

2.1. Хлорування.
При термічному хлоруванні пропану масовий вихід 1-хлорпропану складає — 75 %, 2-хлорпропану — 25 %
{\displaystyle \mathrm {2CH_{3}-CH_{2}-CH_{3}+2Cl_{2}{\xrightarrow {450C}}CH_{3}-CHCl-CH_{3}+CH_{3}-CH_{2}-CH_{2}Cl+2HCl} }
При фотохімічному хлоруванні пропану масовий вихід 1-хлорпропану складає 43 %, 2-хлорпропану 57 %
{\displaystyle \mathrm {2CH_{3}-CH_{2}-CH_{3}+2Cl_{2}{\xrightarrow {hv}}CH_{3}-CHCl-CH_{3}+CH_{3}-CH_{2}-CH_{2}Cl+2HCl} }
2.2. Бромування. Бромування перебігає повільніше, ніж хлорування, а значить селективні, тобто з утворенням переважно одного продукту. Так, при фотохімічному бромуванні пропану утворюється переважно 2-бромпропан (92 %)
{\displaystyle \mathrm {2CH_{3}-CH_{2}-CH_{3}+2Br_{2}{\xrightarrow {hv}}CH_{3}-CHBr-CH_{3}+CH_{3}-CH_{2}-CH_{2}Br+2HBr} }

## Форми випуску

### Пропан товарний

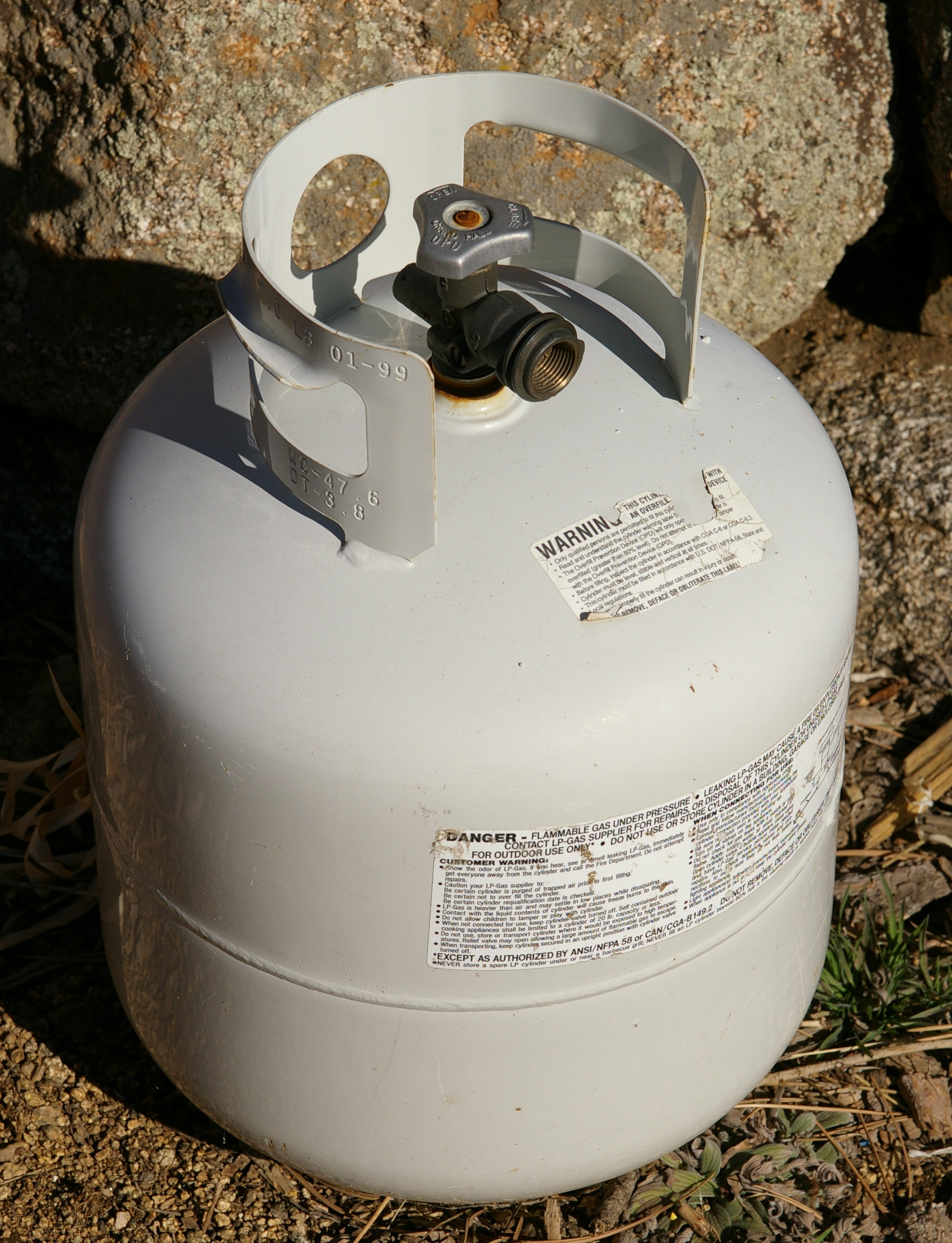
20-фунтовий (9,1 кг) сталевий пропановий балон. Цей балон оснащено клапаном пристрою запобігання переповненню (OPD), про що свідчить трилопатний вентиль.

Пропан товарний — рідина, що містить не менше 93 % пропану чи пропілену, пружність пари якої при 45 °С не перевищує 1,6 МПа. Вміст бутанів-бутиленів допускається до 3 %, етану-етилену (до 4 %) обмежується максимальним тиском парів. Корозійна активність, вміст сірки, вологи і густина товарного пропану регламентуються технічними умовами на його постачання. Якщо пропан використовується як моторне паливо, то обмежується допустимий вміст пропілену. Рідинний залишок при -20 °С обмежується 2 %, вміст сірководню — 50 мг/м³ газу.

### Пропан-бутанова суміш товарна

Пірометрія полум'я пропану за допомогою тонковолоконної велосиметрії. Найгарячіші частини полум’я знаходяться в порожнистій конусоподібній області біля його основи і спрямовані вгору.
>1750 K
1700 K
1600 K
1350 K
1100 K
875 K
750 K

Пропан-бутанова суміш товарна — рідина, яка містить етан-етилену до 4 %, пентанів до 3 %, сірководню до 50 мг/м³ газу. Пружність пари за температури 45 °С не повинна перевищувати пружність пари пропану (див. пропан товарний). Температура випаровування (об'ємна частка 95 %) повинна бути рівною температурі випаровування бутану. Склад суміші (скрапленого газу), яка використовується як паливо для комунально-побутового споживання, обмежується пружністю пари 1,6 МПа за температури 45 °С. При цьому забезпечується достатня леткість газового палива.

## Застосування
Зареєстрований як харчова добавка E944.